# Funkcja sugestywna
Funkcja sugestywna – jedna z funkcji języka prawnego, której celem jest wpłynięcie na podmiot poprzez zasugerowanie mu właściwego dla obowiązującego prawa zachowania. Funkcję tę stosuje się korzystając z zakazów, nakazów i przyzwoleń prawodawcy.
W języku prawnym występuje też funkcja performatywna. Język prawny należy odróżniać od języka prawniczego, w którym występują funkcje: deskryptywna i ekspresywna.